# Ралль, Фёдор Фёдорович
Фёдор (Фридрих) Фёдорович Ралль (1786—1837) — генерал-майор, герой Кульмского сражения.

## Ранние годы
Родился в 1786 году, сын генерал-майора Фёдора Григорьевича Ралля. Образование получил в Пажеском корпусе, из которого был выпущен в 1803 году прапорщиком в Лейб-гренадерский полк.

## Служба
В рядах последнего полка принял участие в кампании 1805 года в Австрии, за отличие в сражении под Аустерлицем был произведён в поручики с переводом 5 октября 1806 года в лейб-гвардии Егерский полк.
Вслед за тем Ралль принял участие в кампании 1806—1807 годов в Восточной Пруссии; за отличие в сражениях при Гейльсберге и под Фридландом 20 мая 1808 года награждён золотой шпагой с надписью «За храбрость».
Во время Отечественной войны 1812 года Ралль принимал участие в сражениях под Смоленском, при Бородине, при Тарутине и под Малоярославцем и получил чин полковника. По изгнании Наполеона Ралль был в Заграничном походе и в 1813 году ранен под Кульмом, 13 августа 1813 года был награждён орденом св. Георгия 4-й степени (№ 2630 по кавалерскому списку Григоровича — Степанова)
За отличие в сражении с французами при Кульме.
Также он был награждён прусским особым Железным крестом. В 1814 году Ралль сражался под стенами Парижа и, по окончании военных действий, возвратился морским путём в Россию.
31 декабря 1815 года он был назначен командиром 1-го карабинерного полка, которым командовал недолго, так как 3 апреля 1818 года был уволен от службы в связи с полученными ранениями.
19 марта 1826 года Ралль снова поступил на службу, будучи назначен командиром пехотного фельдмаршала герцога Веллингтона полка.
С открытием в 1828 году русско-турецкой войны он принял участие в военных действиях за Дунаем; за отличие при вытеснении неприятеля стрелками из местечка Праводы 28 июля был произведён в генерал-майоры и назначен командиром 3-й бригады 10-й пехотной дивизии; 23 октября 1829 года, за оказанные во время осады Правод отличия, награждён золотой шпагой, украшенной алмазами и с надписью «За храбрость».
При подавлении польского восстания 1830 года он командовал 3-й бригадой 9-й пехотной дивизии. В 1833 году, после преобразования армейской пехоты он был назначен командиром 2-й бригады той же дивизии, переименованной в 7-ю, а через два года вышел в отставку.
Умер 7 (19) июля 1837 года в имении старшего брата Фёдора (Фердинанда) в селе Первитино Зубцовского уезда Тверской губернии, где и был похоронен.
Был награждён орденами: Св. Владимира 3-й степени и Св. Анны 2-й степени с алмазами.

## Семья
Был холост.
Братья:
- Александр (1785—1812, капитан гвардейской артиллерии, умер от ран, полученных в Бородинском сражении),
- Андрей (генерал-майор, участник Кавказских походов),
- Василий (1783—1817)[7], погиб на дуэли с Ушаковым[8].
- Фёдор (Фердинанд) (1764—1841), продолжатель рода, полковник артиллерии, женат на Марии Дмитриевне Римской Корсаковой[9].
- Александр (1774—1790), штык-юнкер, погиб в сражении 4 мая 1790 года в сражении русского гребного флота со шведами при крепости Фридрихсгам. Его имя есть на мраморных досках в Кронштадтском Морском Соборе.